# Le Travail à la chaîne
Le Travail à la chaîne est un jeu télévisé québécois diffusé du 29 mai 1972 au 2 avril 1981 à la Télévision de Radio-Canada.

## Principe
Le jeu faisait participer à la fois des artistes et des gens choisis au hasard parmi le public. Chacun, à tour de rôle, est appelé à construire des phrases à partir d'un mot clé, chacune de ces phrases devant commencer par le dernier mot de la phrase précédente. Le concurrent doit s'efforcer de discourir le plus longtemps possible. Un prix lui est accordé en fonction de son habileté. 

## Animateurs
- Serge Laprade (1972-1979)
- Yoland Guérard (1979-1981)

Grands argentiers
- Jacques Houde (1972-1978 ; 1979-1980)
- Denys Bergeron (1978-1981)

## Thème musical
Le thème musical de l'émission est une œuvre de Josef Strauss : Feuerfest Polka / Polka française (op. 269). Alors que l'interprétation concert de l'œuvre fait souvent intervenir une enclume comme instrument de percussion, l'animateur de l'émission rythmait la mélodie en faisant tinter un fer à cheval, lien subtil avec le forgeron ayant inspiré l'œuvre et symbole de la bonne chance souhaitée aux participants.

## Source
- « Le Week-end de nos 50 ans »(Archive.org • Wikiwix • Archive.is • Google • Que faire ?), sur Radio-Canada